# Грејт Бенд (Њујорк)
Грејт Бенд (енгл. Great Bend) насељено је место без административног статуса у америчкој савезној држави Њујорк.

## Демографија
По попису из 2010. године број становника је 843, што је 42 (5,2%) становника више него 2000. године.
| Група             | 2000.       | 2010.       |
| Белци             | 735 (91,8%) | 763 (90,5%) |
| Афроамериканци    | 17 (2,1%)   | 18 (2,1%)   |
| Азијати           | 5 (0,6%)    | 15 (1,8%)   |
| Хиспаноамериканци | 7 (0,9%)    | 25 (3,0%)   |
| Укупно            | 801         | 843         |